# Månpocket
Månpocket är Sveriges största pocketboksförlag. Sedan starten år 1980 har Månpocket gett ut mer än 2 500 olika titlar som tillsammans sålts i mer än 50 miljoner exemplar.
Månpocket ägs av Bonnierförlagen och Norstedts Förlagsgrupp, men hämtar sin utgivning från de flesta svenska förlag. Varje månad utkommer cirka 6–10 nya titlar, totalt cirka 100 nya pocketböcker varje år. Utgivningen består av såväl deckare och romaner som faktaböcker av både utländska och svenska författare – etablerade namn blandas med debutanter. Till de största framgångarna hör Stieg Larssons Millennium-serie och Mikael Niemis Populärmusik från Vittula, Fredrik Backmans En man som heter Ove och Lars Keplers serie om Joona Linna.